# Matthew Savoie (hockey sur glace)
Matthew Savoie (né le 1er janvier 2004 à Saint-Albert dans la Province de l'Alberta au Canada) est un joueur canadien de hockey sur glace. Il évolue à la position d'attaquant.

## Biographie

### Carrière junior
Savoie commence sa carrière junior lors du tournoi Brick Invitational en 2013-2014 en tant que capitaine de l'équipe Brick de l'Alberta. Il inscrit 5 points en 6 matchs de qualification. Son équipe se classe à la 2e place de la division 2 et est qualifiée pour le tour final. Lors du tour final, son équipe s'impose face à l'Ice Storm de Montréal, puis s'incline face aux Bulldogs de Toronto. Ils sont classés au 3e rang.
Lors de la saison 2015-2016, il prend part au tournoi des sélections mondiales de moins de 12 ans. Avec l'équipe de la Draftday Hockey, il inscrit 28 points en 9 rencontres. La saison suivante, il représente la sélection Ouest du Canada en moins de 13, comptabilisant 17 points en 9 parties. En 2017-2018, il représente à nouveau l'Ouest du Canada, totalisant 13 points en 8 matchs.
Lors de la saison 2016-2017, il représente les Sabres de Saint-Albert dans la Ligue majeure de hockey Bantam de l'Alberta. En 35 matchs de saison régulière, il inscrit 61 points aidant son équipe a terminer à la 1re place de la Division Nitro Nord. Durant les séries éliminatoires, ils éliminent les Flyers de Sherwood Park en 3 rencontres lors des quarts de finale, les MLAC d'Edmonton en 2 rencontres lors des demi-finales et s'inclinent lors des finales régionales face aux Rangers de Fort Saskatchewan en 5 rencontres. Durant ces 10 parties, il totalise 3 buts et 3 passes. Il est nommé Recrue de l'année au terme de la saison.
En 2017, il participe au Tournoi Batam John Reid. Il dispute cinq matchs avec les Sabres de Saint-Albert, les aidant à terminer à la 10e place du tournoi. L'année suivante, il représente le Xtreme du Nord de l'Alberta et remporte la complétion en inscrivant 18 points en 6 rencontres. Il est nommé dans l'équipe d'étoiles de la division Iginla et sacré meilleur attaquant du tournoi.
De 2017 à 2020, il évolue en CSSHL. Lors de ses deux premières saisons, il joue pour le Xtreme de Northern Alberta. En 2017-2018, il dispute 30 matchs pour les moins de 15 ans et inscrit 97 points. Son équipe termine 5e de la saison régulière et il remporte le titre de MVP. à sa deuxième saison, il inscrit 71 points en 31 matchs avec les moins de 18 ans et Northern Alberta se classe à la 4e place du championnat. Il est à nouveau désigné MVP de la saison. Pour sa troisième et dernière année, il rejoint l'Académie Rink Hockey et amasse 52 points en 22 rencontres pour les aider à se classer 3e de la ligue.
En 2018-2019, il participe à la coupe de l'Alberta. En 5 matchs, il inscrit 5 points. Il représente l'équipe jaune qui termine à la 4e place.
En 2019, il représente l'Alberta aux Jeux du Canada. Dans une équipe qui comprend également Dylan Guenther et Corson Ceulemans, il s'impose comme le meilleur au classement par points avec 6 buts et 7 passes. Lors de la petite finale, il remporte la médaille de bronze face à la sélection de la Saskatchewan lors d'une victoire 12-0 dans laquelle il comptabilise 5 points.
Le 2 mai 2019, il est sélectionné en 1re position lors du premier tour du repêchage de la LHOu par le Ice de Winnipeg.
Le 13 juin 2019, il s'engage avec le Ice de Winnipeg.
Lors de la saison 2019-2020, il dispute 22 matchs dans la LHOu, inscrivant 7 passes pour le Ice. Le 18 mars 2020, la LHOu décide d'interrompre la Saison 2019-2020. La mise en place de mesure contre la pandémie de COVID-19 est trop coûteuse pour les clubs et mettrait en péril la ligue.
En 2020-2021, il dispute 4 rencontres dans la Ligue de hockey junior de l'Alberta avec les Crusaders de Sherwood Park, enregistrant 3 buts et 3 passes.
En 2020-2021, il rejoint les Fighting Saints de Dubuque dans l'United States Hockey League le 5 janvier 2021. Il joue 34 matchs, inscrivant 38 points et aide son équipe à terminer 2e de la Conférence Est. Lors des séries éliminatoires, ils sont éliminés en 2 rencontres par le champion de la conférence, le Steel de Chicago. Au terme de la saison, il est nommé sur l'équipe des jeunes étoiles.
En 2021-2022, il joue 65 matchs de saison régulière pour le Ice, inscrivant 90 points. Le Ice remporte le trophée Trophée Scotty-Munro en terminant champion de la saison régulière. Lors des séries éliminatoires, ils rencontrent en huitièmes de finale les Raiders de Prince Albert qu'ils battent en 5 rencontres, puis ils remportent leur quart de finale en 5 rencontres face aux Warriors de Moose Jaw. Lors des demi-finales, ils affrontent les Oil Kings d'Edmonton et se font éliminer en cinq rencontres. Lors de ces 10 parties, il inscrit 6 buts et 6 passes. Au terme de la saison, il est nommé sur la première équipe d'étoile de la division Est.
En prévision du repêchage de 2022, la centrale de recrutement de la LNH le classe au 4e rang des espoirs nord-américains chez les patineurs.
Il est sélectionné au 9e rang par les Sabres de Buffalo.

### Carrière professionnelle
Savoie fait ses débuts dans la Ligue nationale de hockey le 10 novembre 2023 face au Wild du Minnesota.[réf. nécessaire]

### En équipe nationale
Savoie représente son pays, le Canada depuis 2019, avec le contingent des moins de 17 ans. Il participe au Défi mondial des moins de 17 ans. Avec l'équipe blanche, il termine à la 4e place, battu lors de la petite finale par la Tchéquie sur le score de 2-3.
Il prend part aux Jeux olympiques de la jeunesse en 2020. Le Canada termine à la 3e, battant lors de la petite finale la Finlande sur le score de 4-2.

## Statistiques

### En club
| Saison    | Équipe                                  | Ligue     |    | Saison régulière | Saison régulière | Saison régulière | Saison régulière | Saison régulière |   | Séries éliminatoires | Séries éliminatoires | Séries éliminatoires | Séries éliminatoires | Séries éliminatoires |
| Saison    | Équipe                                  | Ligue     | PJ | B                | A                | Pts              | Pun              | PJ               | B | A                    | Pts                  | Pun                  |                      |                      |
| 2013-2014 | Équipe Brick de l'Alberta               | BIT       | 6  | 3                | 2                | 5                | 2                | 2                | 1 | 2                    | 3                    | 4                    |                      |                      |
| 2015-2016 | align="left"\|Sélection Draftday Hockey | WSI U12   | 9  | 16               | 12               | 28               | 10               | -                | - | -                    | -                    | -                    |                      |                      |
| 2016-2017 | Sabres de Saint Albert                  | AMBHL     | 35 | 34               | 27               | 61               | 78               | 10               | 3 | 3                    | 6                    | 10                   |                      |                      |
| 2016-2017 | align="left"\|Sélection Ouest du Canada | WSI U13   | 9  | 9                | 8                | 17               | 22               | -                | - | -                    | -                    | -                    |                      |                      |
| 2016-2017 | Sabres de Saint Albert                  | JRBT      | 5  | 0                | 4                | 4                | 4                | -                | - | -                    | -                    | -                    |                      |                      |
| 2017-2018 | align="left"\|Sélection Ouest du Canada | WSI U15   | 8  | 9                | 4                | 13               | 2                | -                | - | -                    | -                    | -                    |                      |                      |
| 2017-2018 | Xtreme du Nord de l'Alberta             | JRBT      | 6  | 5                | 13               | 18               | 4                | -                | - | -                    | -                    | -                    |                      |                      |
| 2017-2018 | Xtreme de Northern Alberta              | CSSHL U15 | 35 | 34               | 27               | 61               | 72               | 10               | 3 | 3                    | 6                    | 10                   |                      |                      |
| 2017-2018 | Xtreme de Northern Alberta              | CSSHL U16 | 30 | 28               | 69               | 97               | 22               | 4                | 1 | 5                    | 6                    | 0                    |                      |                      |
| 2018-2019 | align="left"\|Équipe Jaune              | AC        | 5  | 2                | 3                | 5                | 8                | -                | - | -                    | -                    | -                    |                      |                      |
| 2018-2019 | Xtreme de Northern Alberta              | CSSHL U18 | 2  | 2                | 1                | 3                | 0                | -                | - | -                    | -                    | -                    |                      |                      |
| 2019-2020 | Équipe de l'Alberta                     | JdC       | 6  | 6                | 7                | 13               | 4                | -                | - | -                    | -                    | -                    |                      |                      |
| 2019-2020 | Académie Rink Hockey                    | CSSHL U18 | 22 | 19               | 33               | 52               | 20               | 2                | 3 | 4                    | 7                    | 2                    |                      |                      |
| 2019-2020 | Ice de Winnipeg                         | LHOu      | 22 | 0                | 7                | 7                | 12               | -                | - | -                    | -                    | -                    |                      |                      |
| 2020-2021 | Crusaders de Sherwood Park              | LHJA      | 4  | 3                | 3                | 6                | 0                | -                | - | -                    | -                    | -                    |                      |                      |
| 2020-2021 | Fighting Saints de Dubuque              | USHL      | 34 | 21               | 17               | 38               | 8                | 2                | 0 | 0                    | 0                    | 15                   |                      |                      |
| 2021-2022 | Ice de Winnipeg                         | LHOu      | 65 | 35               | 55               | 90               | 32               | 10               | 6 | 6                    | 12                   | 2                    |                      |                      |

### En équipe nationale
| Année | Équipe     | Compétition                      |   | PJ | B | A | Pts | Pun                |  | Résultat |
| 2019  | Blanc M17  | Défi mondial des moins de 17 ans | 6 | 1  | 5 | 6 | 2   | 4e place           |  |          |
| 2020  | Canada M18 | JOJ                              | 4 | 1  | 2 | 3 | 28  | Médaille de bronze |  |          |

## Trophées et honneurs personnels

### AMBHL
- 2016-2017 : Nommé recrue de l'année

### JRBT
- 2017-2018 : Champion avec le Xtreme du Nord de l'Alberta

### CSSHL
- 2017-2018 : Nommé MVP des moins de 15 ans.
- 2018-2019 : Nommé MVP des moins de 16 ans.

### JdC
- 2019-2020 : Remporte la médaille de bronze avec l'Équipe de l'Alberta.

### JOJ
- 2019-2020 : Remporte la médaille de bronze avec l'Équipe du Canada.

### USHL
- 2020-2021 : Nommé sur l'équipe des jeunes étoiles de la ligue

### WHL
- 2021-2022 : Remporte le Trophée Scotty-Munro, désignant le champion de la saison régulière, avec le Ice de Winnipeg.
- 2021-2022 : Nommé sur la première équipe d'étoiles de la division Est